# 克里斯蒂安·拉克鲁瓦
克里斯蒂安·拉克鲁瓦（法語：Christian Lacroix，法語發音：[kʁistjɑ̃ lakʁwa]；1951年5月16日—），法國時裝設計師，具有博物館策展人資格的設計師，除時裝外，亦擅於繪畫、室內設計。拉克魯瓦的時裝品牌曾由LVMH擁有，2005年轉售予美國公司Falic，在當地時裝界引發話題。　
2005年，LVMH將拉克魯瓦的品牌賣給美國的第二大免稅品經銷商Falic集團，被文化界視作一次標性性的商業動作。LVMH雖然曾將利潤較少的品牌出售，如Urban Decay、Hard Candy、鐘錶的Ebel等。但從沒有一個品牌像拉克魯瓦具有如此廣泛的代表性。拉克鲁瓦曾形容：「好像古老故事中的印度新娘，不知道自己未來夫婿是什麼樣子」。

## 背景

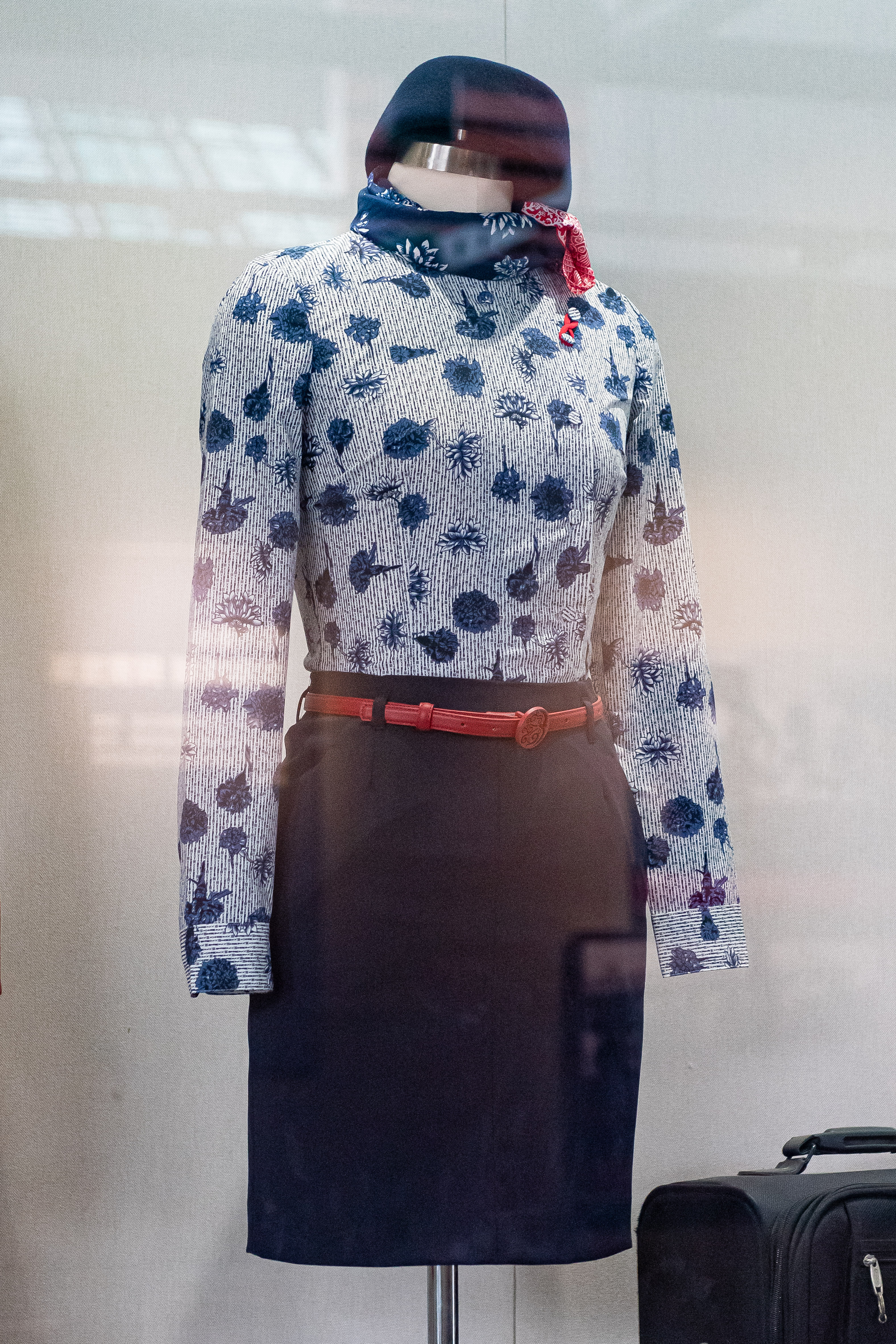
拉克鲁瓦为中国东方航空设计的第五代制服（2013年至今）

1951年拉克鲁瓦生在法國亞爾，該地有多個民族融居，令他從小留意各民族的穿著習慣， 後來進入蒙彼利埃大學，曾以十七世紀繪畫中的服裝作為論文題材。他於1973年到達巴黎，在索邦大學以及羅浮宮學校持續學習，曾希望成為未來的博物館館長以及策展人。
通過博物館策展人資格考試後，他與太太弗朗索瓦絲（Françoise）邂逅。在法蘭索娃絲鼓勵下，轉往時裝發展，1978年於愛馬仕（Hermès）任職，1981年轉往Jean Patou；1987年創立個人品牌，出售高級訂製服裝。在簡約、中性的時裝路線潮流下，拉克鲁瓦的設計強調華美、宮庭式、精緻，引起注目。其品牌亦有飾品、餐具、香水，包括網路購物以及童裝。
法國航空的制服由他設計、將要完成的法國高速鐵路新支線的裝潢也委託他設計、巴黎的小磨坊飯店Hotel du Petit Moulin室內設計也是出自他之手。他舉辦過多次關於服裝文化的策劃，在法國時裝界享有大師地位。
新加坡國家博物館陈列“克里斯蒂安拉克鲁瓦”从2009年3月到6月展出拉克鲁瓦的歌剧、剧院、舞蹈和音乐的服装设计。

## 大事記
1951：Christian Lacroix於5月16日生於阿爾。
1973：拉克鲁瓦 來到巴黎，進入羅浮宮學校。
1978：進入愛馬仕工作。
1981：進入Jean Patou工作。
1986：獲得法國設計師最高榮譽金頂針獎。
1987：Christian Lacroix自立品牌，走高級服裝定制路線。
1988：設立高級成衣系列。
1989：成立飾品系列，包括首飾、皮包、鞋子、眼鏡等。
1994：成立為年輕族群設計的副牌Bazar。
1995：推出生活系列用品並大量授權品牌使用。
1999：推出Christian Lacroix香水。
2002：童裝系列登場。被任命為Emilio Pucci藝術總監。
2005：Christian Lacroix被LVMH賣給Falic。
2009 : Christian Lacroix破產。

## 連結
- Christian Lacroix品牌網站

1. ↑  新加坡国家博物馆 （页面存档备份，存于）